# Catechista

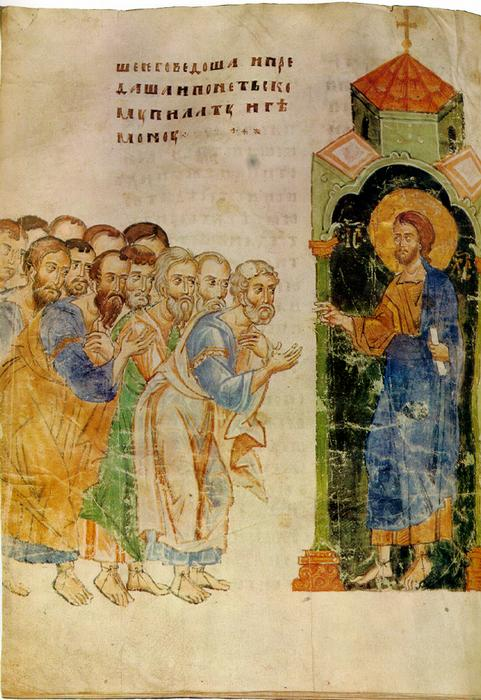
Gesù Cristo predica ai suoi discepoli (Siysky Gospel, 1340 circa).

Il catechista è un ministro laico cristiano che annuncia il Vangelo e guida in un percorso di fede coloro che gli sono affidati dalla Chiesa.

## Origine del termine
Il termine "catechista", così come "Catechesi" e "Catechismo", deriva dal verbo greco κατηχεῖν che significa "istruire a viva voce". Il Catechista è chi "fa risuonare" (ἠχεῖν) il messaggio del Vangelo, o meglio "ciò che la Chiesa stessa professa, celebra, vive, prega nella sua vita quotidiana".
Il primo "catechista" della storia fu Gesù Cristo che "andava[...]insegnando e predicando la buona novella del regno"
Gesù fin dall'inizio della sua attività pubblica associò strettamente a sé alcuni discepoli ai quali affidò l'incarico di prolungare nel tempo la sua opera. Gli Apostoli, dunque, si impegnarono nel testimoniare il messaggio che - per esperienza diretta - avevano ricevuto da Gesù.

## Compiti
In paesi di lunga tradizione cristiana, il catechista è comunemente un laico che si mette al servizio della propria parrocchia per collaborare alla formazione dei bambini e dei ragazzi che si preparano a ricevere i Sacramenti. I suoi compiti in paesi di missione sono molto più ampi.
Il Catechista è chi, per aver conosciuto personalmente Cristo, comunica e trasmette questa conoscenza agli altri. Questo aspetto è importante perché l'azione del catechista non è quella di trasferire delle nozioni, di impartire degli insegnamenti, ma più correttamente quella di condividere l'esperienza di incontro con una persona che è Gesù Cristo.
Il catechista è chiamato anche a spiegare sotto la luce del Magistero i Dogmi della Chiesa.
Per essere catechisti bisogna aver ricevuto il Sacramento della Confermazione (Cresima) ed essere nominati tali dal proprio parroco a nome della comunità.
La suprema responsabilità della catechesi in diocesi ricade sul vescovo, cui compete anche pubblicare opportuni catechismi.
Dal 10 maggio 2021, con la lettera apostolica Antiquum ministerium, il compito del catechista è diventato un ministero istituito che deve essere conferito dall'ordinario diocesano con uno specifico rito.
Il 13 dicembre dello stesso anno la Congregazione per il culto divino e la disciplina dei sacramenti ha pubblicato il "Rito di Istituzione del ministero del Catechista", in vigore a partire dal 1º gennaio 2022.